# Dahuk

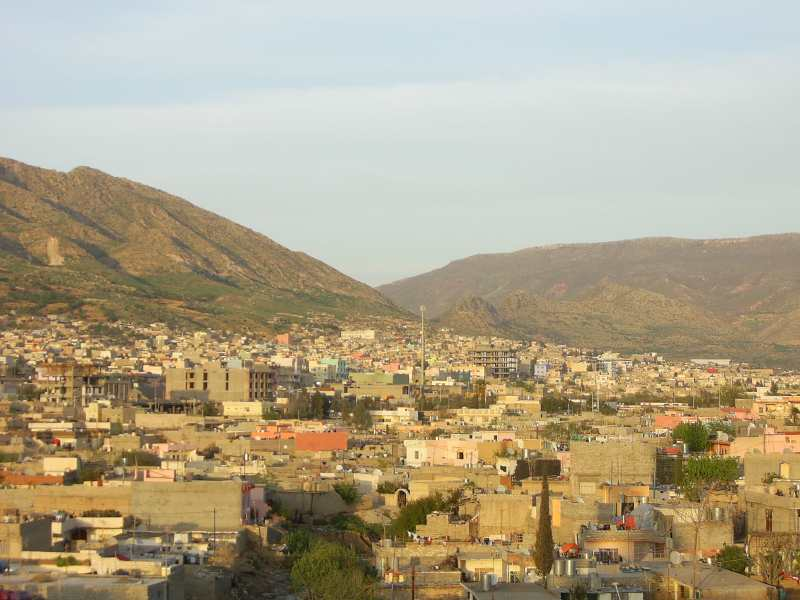
Dahuk.

Dahuk (kurdiska: Dihok, arabiska: دهوك Dahūk; arameiska: ܢܘܗܕܪܐ, Nohadra), är en stad i norra Irak och är belägen nära floden Tigris. Den är den administrativa huvudorten för provinsen med samma namn, som är en del av Irakiska Kurdistan. Det finns inga officiella uppgifter från sen tid över stadens befolkning, men det distrikt som hör till staden hade en uppskattad folkmängd av 308 302 invånare 2009, på en yta av 1 045 km². Innan Kuwaitkriget 1991 var Dahuk ett populärt resemål för irakier från de södra delarna av landet.

## Demografi
Befolkningen i Dahuk består främst av kurder och assyrier. 2014 hade många jezidier och assyrier flytt till Dahuk från Daesh frammarsch i Irak och Levanten.

## Sport
I staden finns fotbollslaget Duhok FC.

## Personligheter
Den kurdiske författaren och redaktören Bilind Mihemed kommer från staden.

## Kvarter i staden Dahuk
- Nizarkê (Nazarke)
- Serhildan (Sarhaldan)
- Mehabad (Mahabad)
- Diyarî (Diyari)
- Beroşkê (Barushke)
- Kanî Mehmedikê (Kani Mahmadke)
- Xebat (Khabat)
- Şêlê (Shele)
- Mezar (Mazar)
- Birayetî (Brayati)
- Bazar (Bazar)
- Gelî (Gali)
- Azadî (Azadi)
- Sê Girika (Se Grka)
- Bin Tike (Bn Tika)
- Ronahî (Runahi)
- Serbestî (Sarbasti)
- Kanî Xişmena (Kani Khshmana)
- Reza (Raza)
- Şindoka (Shindukha)
- Geverkê (Gavarke)
- Malta Xwarû (Malta Lower)
- Nuhedira (Nuhadra)
- Mazî (Mazi)
- Malta Jor (Malta Upper)
- Zîrka - Masîkê (Zirka - Masike)
- Aşitî (Ashti)
- Aşitî - Girê Besê - Newroz (Ashti - Gre Base - Nawroz)
- Şoreş (Shurash)
- Şehîdan - Girê Besê (Shahidan - Gre Base)
- Şexikê (Shakhke)

Källa: UN Humanitarian Information Centre, Dahuk. Namn inom parentes är den translittererade formen som förekommer på vägskyltar.